# James Foley (đạo diễn)
James Foley (sinh ngày 28 tháng 12 năm 1953) là một đạo diễn điện ảnh người Mỹ. Bộ phim At Close Range của anh ra mắt năm 1986 đã được lọt vào danh sách công chiếu trong Liên hoan phim quốc tế Berlin lần thứ 36. Ông cũng tham gia đạo diễn nhiều phim điện ảnh khác có thể kể tới như Glengarry Glen Ross, bộ phim chuyển thể từ vở kịch cùng tên từng chiến thắng Giải Pulitzer và Giải Tony của nhà biên kịch David Mamet, và The Chamber, thực hiện dựa theo cuốn tiểu thuyết cùng tên của nhà văn ăn khách John Grisham.

## Tiểu sử
Foley được sinh ra tại Bay Ridge, Brooklyn, New York, là con trai của một luật sư. Ông tốt nghiệp trường Đại học Buffalo vào năm 1978.
Năm 1984, Foley ra mắt phim điện ảnh đạo diễn đầu tay Reckless, với sự tham gia diễn xuất của Aidan Quinn và Daryl Hannah. Ông đảm nhiệm vai trò đạo diễn cho phim điện ảnh Glengarry Glen Ross vào năm 1992. The Corruptor, một phim hành động với sự góp mặt của Châu Nhuận Phát và Mark Wahlberg do ông làm đạo diễn và được khởi chiếu vào năm 1999. Ông cũng là đạo diễn của phim điện ảnh kinh dị Nhân chứng bí ẩn ra mắt năm 2007 với tham gia diễn xuất của Halle Berry.

## Danh sách phim
| - Reckless (1984) - At Close Range (1986) - Who's That Girl (1987) - After Dark, My Sweet (1990) - Glengarry Glen Ross (1992) - Two Bits (1995) - The Chamber (1996) - Fear (1996) - The Corruptor (1999) - Confidence (2003) - Nhân chứng bí ẩn (2007) - Năm mươi sắc thái đen (2017) - Fifty Shades Freed (2018) | - Twin Peaks (1991, 1 tập) - Gun (1997, 1 tập) - Hannibal (2013, 1 tập) - House of Cards (2013–2015, 12 tập) - Wayward Pines (2015, 1 tập) - Billions (2016, 2 tập) - "Live to Tell" (1986) - "Papa Don't Preach" (1986) - "True Blue" (1986) |  |